# قرارات الأمم المتحدة بشأن أبخازيا

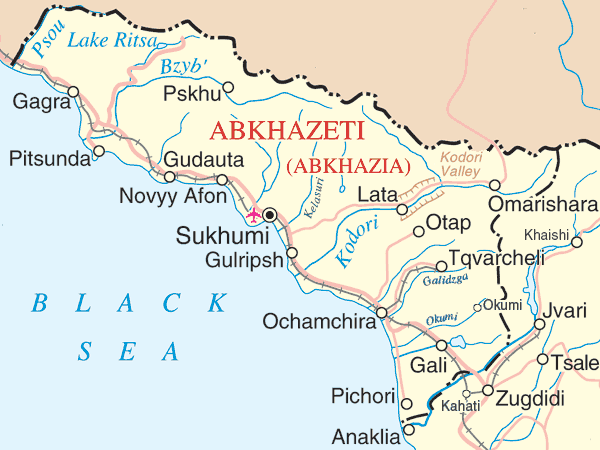
خريطة الأمم المتحدة لأبخازيا

أصدر مجلس الأمن التابع للأمم المتحدة 32 قرارًا يعترف فيها بأبخازيا كجزء لا يتجزأ من جورجيا ويدعم سلامتها الإقليمية وفقًا لمبادئ القانون الدولي. تحث الأمم المتحدة الجانبين على تسوية النزاع الجورجي الأبخازي بالوسائل السلمية من خلال تكثيف الحوار الدبلوماسي والتصديق على الاتفاق النهائي حول وضع أبخازيا في الدستور الجورجي.  علاوة على ذلك، تدعو الأمم المتحدة إلى العودة الفورية لجميع الجورجيين المطرودين (حوالي 250000) وتحديد الوضع النهائي لأبخازيا كأقصى قدر من الحكم الذاتي أو الهيكل الاتحادي داخل حدود الدولة الجورجية. كما تشيد القرارات بدور روسيا كقوة حفظ سلام وميسر لحل النزاع. كما حث القرار 1716 جورجيا على ضمان عدم وجود قوات في وادي كودوري ويطلب من جورجيا الامتناع عن الأعمال الاستفزازية في وادي كودوري.
ويتعلق العديد من القرارات بإنشاء وتمديد بعثة مراقبي الأمم المتحدة في جورجيا.
في 15 مايو 2008، تبنت الجمعية العامة للأمم المتحدة قرارًا غير ملزم يعترف بحق جميع اللاجئين (بما في ذلك ضحايا «التطهير العرقي») في العودة إلى أبخازيا وحقوق الملكية الخاصة بهم. وأعربت عن «أسفها» لمحاولات تغيير التركيبة الديمغرافية لما قبل الحرب، ودعت إلى «التطوير السريع لجدول زمني لضمان العودة الطوعية السريعة لجميع اللاجئين والمشردين داخليا إلى ديارهم».
فيما يلي قرارات الأمم المتحدة التي اعتمدها مجلس الأمن فيما يتعلق بأبخازيا:
- قرار مجلس الأمن رقم 849 (9 يوليو 1993)؛
- قرار مجلس الأمن رقم 854 (6 أغسطس 1993)؛
- قرار مجلس الأمن رقم 858 (24 أغسطس 1993)؛
- قرار مجلس الأمن رقم 876 (19 أكتوبر 1993)؛
- قرار مجلس الأمن رقم 881 (4 نوفمبر 1993)؛
- قرار مجلس الأمن رقم 892 (22 ديسمبر 1993)؛
- قرار مجلس الأمن رقم 896 (31 يناير 1994)؛
- قرار مجلس الأمن رقم 901 (4 مارس 1994)؛
- قرار مجلس الأمن رقم 906 (25 مارس 1994)؛
- قرار مجلس الأمن رقم 934 (30 يونيو 1994)؛
- قرار مجلس الأمن رقم 937 (21 يوليو 1994)؛
- قرار مجلس الأمن رقم 971 (12 يناير 1995)؛
- قرار مجلس الأمن رقم 993 (12 مايو 1995)؛
- قرار مجلس الأمن رقم 1036 (12 يناير 1996)؛
- قرار مجلس الأمن رقم 1065 (12 يوليو 1996)؛
- قرار مجلس الأمن رقم 1077 (22 أكتوبر 1996)؛
- قرار مجلس الأمن رقم 1096 (30 يناير 1997)؛
- قرار مجلس الأمن رقم 1124 (30 يوليو 1997)؛
- قرار مجلس الأمن رقم 1150 (30 يناير 1998)؛
- قرار مجلس الأمن رقم 1187 (30 يوليو 1998)؛
- قرار مجلس الأمن رقم 1225 (28 يناير 1999)؛
- قرار مجلس الأمن رقم 1255 (30 يوليو 1999)؛
- قرار مجلس الأمن رقم 1287 (31 يناير 2000)؛
- قرار مجلس الأمن رقم 1311 (28 يوليو 2000)؛
- قرار مجلس الأمن رقم 1339 (31 يناير 2001)؛
- قرار مجلس الأمن رقم 1364 (31 يوليو 2001)؛
- قرار مجلس الأمن رقم 1393 (31 يناير 2002)؛
- قرار مجلس الأمن رقم 1427 (29 يوليو 2002)؛
- قرار مجلس الأمن رقم 1462 (30 يناير 2003)؛
- قرار مجلس الأمن رقم 1494 (30 يوليو 2003)؛
- قرار مجلس الأمن رقم 1524 (30 يناير 2004)؛
- قرار مجلس الأمن رقم 1554 (29 يوليو 2004)؛
- قرار مجلس الأمن رقم 1582 (28 يناير 2005)؛
- قرار مجلس الأمن رقم 1615 (29 يوليو 2005)؛
- قرار مجلس الأمن رقم 1656 (31 يناير 2006)؛
- قرار مجلس الأمن رقم 1716 (13 أكتوبر 2006)؛
- قرار مجلس الأمن رقم 1752 (13 أبريل 2007)؛
- قرار مجلس الأمن رقم 1781 (15 أكتوبر 2007)؛
- قرار مجلس الأمن رقم 1808 (15 أبريل 2008)؛
- قرار الجمعية العامة للأمم المتحدة GA / 10708 (15 مايو 2008).
- حالة المشردين داخليا واللاجئين من أبخازيا وجورجيا ومنطقة تسخينفالي / أوسيتيا الجنوبية، جورجيا: قرار / اتخذته الجمعية العامة (2009)
- حالة المشردين داخليا واللاجئين من أبخازيا وجورجيا ومنطقة تسخينفالي / أوسيتيا الجنوبية، جورجيا: قرار / اتخذته الجمعية العامة (2016)
- حالة المشردين داخليا واللاجئين من أبخازيا وجورجيا ومنطقة تسخينفالي / أوسيتيا الجنوبية، جورجيا: قرار / اتخذته الجمعية العامة (2017)
- حالة المشردين داخليا واللاجئين من أبخازيا وجورجيا ومنطقة تسخينفالي / أوسيتيا الجنوبية، جورجيا: قرار / اتخذته الجمعية العامة (1 يونيو 2018)
- حالة المشردين داخليا واللاجئين من أبخازيا وجورجيا ومنطقة تسخينفالي / أوسيتيا الجنوبية، جورجيا: قرار / اتخذته الجمعية العامة [4] (4 يونيو 2019)
- حالة المشردين داخليا واللاجئين من أبخازيا وجورجيا ومنطقة تسخينفالي / أوسيتيا الجنوبية، جورجيا [5] (8 سبتمبر 2020)

## روابط خارجية
- قرارات ووثائق بشأن أبخازيا